# Jores Okore
Jores Okore (født 11. august 1992) er en dansk fodboldspiller af ivoriansk oprindelse, som spiller for den danske klub B.93 som midterforsvarer.
Han fik sit store gennembrud i FC Nordsjælland og skiftede efterfølgende til engelske Aston Villa, hvor han spillede tre sæsoner, inden han i 2016 skiftede til FC København. I 2017 skiftede han til AaB, og efter fire sæsoner skiftede han i 2021 til kinesiske Changchun Yatai F.C.
I september 2024 skiftede Okore tilbage til barndomsklubben B.93. 

## Karriere

### FC Nordsjælland
Okore kom til FC Nordsjælland i 2008 som ungdomsspiller fra B93. Okore debuterede i Superligaen den 3. april 2011, da han afløste skadede Michael Parkhurst i en kamp mod AC Horsens. Inden debuten i Superligaen havde Okore spillet to pokalkampe for FC Nordsjælland og blot trænet med klubbens førstehold et par gange om ugen. Resten af foråret 2011 fortsatte Okore med at spille på førsteholdet,hvor han opnåede 13 kampe i startopstillingen. Præstationerne i foråret resulterede i en kontraktforlængelse på fire år med FC Nordsjælland. Blot et par måneder senere blev aftalen forlænget med endnu et år frem til sommeren 2016.
I sæsonen 2011/12 var Okore med til at vinde det danske mesterskab med FC Nordsjælland. Han blev i sommeren 2012 udpeget som viceanfører i FC Nordsjælland. Mesterskabet udløste en billet til Champions League, hvor han sammen med resten af FC Nordsjælland-holdet stod over for Chelsea, Juventus og Shakhtar Donetsk. I disse kampe fik Okore roser fra modstanderne.

### Aston Villa
Han blev præsenteret den 13. juni 2013 i Aston Villa. Han første officielle kamp for Aston Villa kom onsdag d. 21. August 2013 i en udekamp mod Chelsea FC. Den første tid i Aston Villa startede godt for Jores Okore, indtil en skade ødelagde hans ellers lovende karriere i Englands bedste række. Efter skaden kunne han ikke finde tidligere tiders takter og valgte derfor et skifte hjem til Danmark i et forsøg på at ''kickstarte'' karrieren.

### F.C. København
Jores Okore blev d. 28. august 2016 præsenteret som ny spiller i F.C. København. Han blev tildelt trøje nummer 26. Han fik sin debut i Superligaen for FC København den 18. november 2016, da han blev skiftet ind i det 89. minut i stedet for Rasmus Falk i en 1-2-sejr ude over AaB.
Okore spillede i sin ene sæson i klubben fem kampe i Superligaen, hvoraf han spillede fuld tid i tre af kampene.

### AaB
Den 6. juli 2017 blev det offentliggjort, at Okore skiftede fra F.C. København til AaB. Han skrev under på en treårig kontrakt gældende frem til 30. juni 2020 og blev tildelt trøje nummer 15. AaB betalte ifølge BTs kilder en pris på 4.200.000 kroner for at købe Okore fri af sin kontrakt med FC København.

## Landsholdskarriere
Okore blev udtaget til Danmarks kampe mod Sverige og Finland den 6. november 2011. Han fik sin debut som indskifter i stedet for klubkammeraten Andreas Bjelland efter 61 minutter mod Sverige den 11. november 2011.
I maj 2012 blev Okore af landstræner Morten Olsen udtaget som et overraskende kort til Europamesterskabet i fodbold 2012 som en af fire midterforsvarere.

## Titler
- FC Nordsjælland
  - Superligaen: 2011/12
  - Pokalturneringen: 2011

- Individuelt
  - Årets talent kåret ved Dansk Fodbold Award: 2012[14]
  - Årets talent kåret af Spillerforeningen: 2012[15]
  - Årets U21 pris kåret af Dansk Boldspil-Union: 2012[16]